# Emil Kronke
Emil Kronke (* 29. November 1865 in Danzig; † 16. Dezember 1938 in Dresden) war ein deutscher Komponist der Spätromantik.
Kronkes Eltern förderten früh seine musikalische Begabung. An den Konservatorien in Leipzig und Dresden wurde Emil Kronke ausgebildet. Zu seinen Lehrern gehörten Carl Reinecke, der Thomasorganist Karl Piutti, Felix Draeseke, Theodor Kirchner und Jean Louis Nicodé.
Im Alter von 22 Jahren ließ sich Emil Kronke in Dresden nieder, dort arbeitete er als Klavierpädagoge und Pianist sowie als Kammermusikpartner.
Neben Klavierwerken schrieb Emil Kronke Orchesterwerke mit und ohne Klavier sowie kleinere Opera für verschiedene Instrumente, besonders für Flöte.

## Werkverzeichnis (Auszug)
- op. 81 Suite im alten Stil für Flöte und Klavier
- op. 112 Kammerkonzert im alten Stil für Flöte und Streichorchester
- op. 160 Zweite Suite im alten Stil
- op. 165 Deux Papillons für 2 Flöten und Klavier
- op. 184 Paraphrasen über ein eigenes Thema für 4 Flöten
- op. 210 Kolibris. Kleinste leichte Stücke für Flöte und Klavier